# لری پاین
لری پاین (انگلیسی: Larry Pine؛ زادهٔ ۳ مارس ۱۹۴۵) هنرپیشه اهل ایالات متحده آمریکا است. وی از سال ۱۹۶۸ میلادی تاکنون مشغول فعالیت بوده‌است.
از فیلم‌هایی که وی در آن نقش داشته است، می‌توان به آنا، راه رفتن مرد مرده، ملیندا و ملیندا، آربیتراژ، هتل بزرگ بوداپست، تیم رویایی، وانیا در خیابان چهل و دوم، پاکسازی، نمایش عجیب و غریب، لباس ساده، دویدن دختر را ببینید و یک‌شنبه اشاره کرد.